# Löwenstein (Adelsgeschlecht)

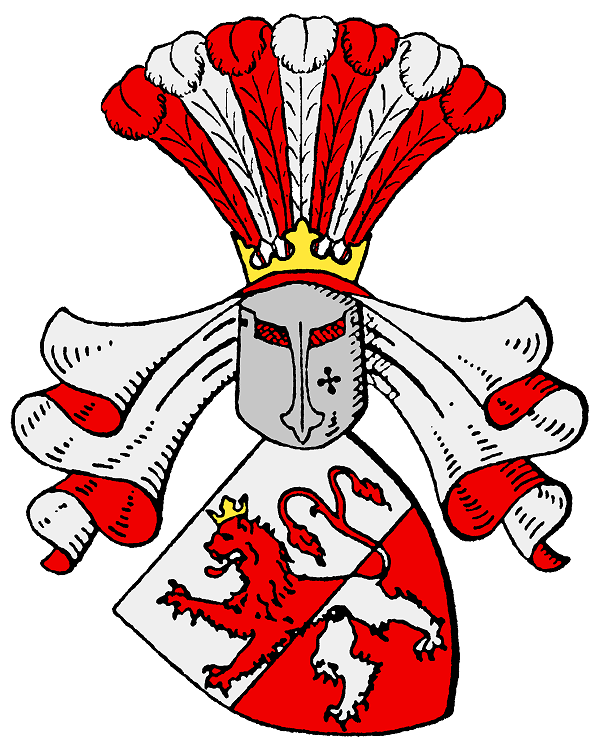
Wappen derer von Löwenstein

Löwenstein ist der Name eines alten hessischen Adelsgeschlechtes mit dem Stammhaus Bischhausen. Der in Hessen begüterte Teil der Familie ist bis heute bei der Althessischen Ritterschaft immatrikuliert.
Die „von Löwenstein zu Löwenstein“ sind nicht verwandt mit dem Fürstenhaus Löwenstein-Wertheim.

## Geschichte
Das Geschlecht tritt erstmals urkundlich im Jahre 1160 mit Wernher de Biscopeshusun auf, als es noch in „Biscopehusen“ (dem heutigen Bischhausen im nordhessischen Schwalm-Eder-Kreis) lebte. Dieser Wernher I. von Bischofshausen (nicht zu verwechseln mit dem gleichnamigen Adelsgeschlecht Bischoffshausen) zog von Bischhausen auf den etwa 4 km nordwestlich und strategisch besser gelegenen Ortberg bei Oberurff-Schiffelborn, einem heutigen Ortsteil von Bad Zwesten.

### Aufstieg

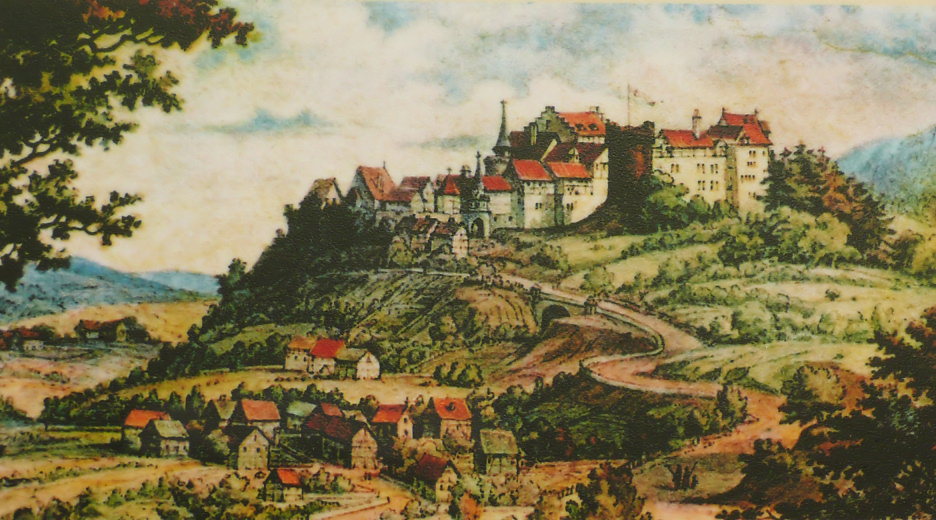
Burg Löwenstein um 1632

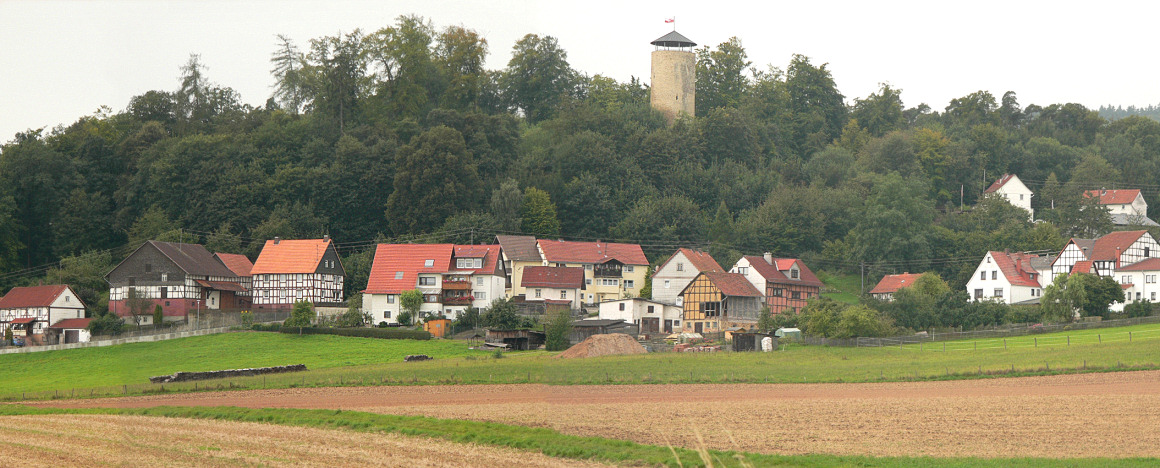
Burgruine Löwenstein heute

Sein Enkel Wernher II. von Bischofshausen errichtete dort an Stelle des bisherigen Familiensitzes die Burg Löwenstein, die 1253 erstmals urkundlich bezeugt ist. Zu Ehren seiner Ehefrau Gertrud von Itter, die einen Löwen im Wappen führte, nannte er die Burg Löwenstein, und nach diesem neuen Stammsitz der Familie benannten sich die Nachfahren. Die sichere Stammreihe beginnt mit dem Ritter Herrmann von Bischofshausen, der urkundlich von 1251 bis 1282 erscheint und der am 30. April 1280 als Hermann von Löwenstein zu Löwenstein auftritt.
Die Löwensteiner erlebten schon im 13. Jahrhundert ihren Höhepunkt, als sie zu den einflussreichsten und vermögendsten Familien im nördlichen Hessen gehörten. Während des Thüringisch-Hessischen Erbfolgekriegs, der 1247 begann, gelang es Wernher II., durch frühe Parteinahme für Herzogin Sophie von Brabant und ihren minderjährigen Sohn Heinrich, erheblichen Einfluss in Nordhessen zu gewinnen, denn Sophie ernannte ihn zum zeitweiligen Statthalter der Region. Das machte es notwendig, den Familiensitz auf dem Ortberg standesgemäß auszubauen. Der Löwensteiner Grund umfasste die Dörfer Kerstenhausen, Zwesten, Betzigerode, Oberurff, Niederurff, Schiffelborn, Wickershof, Reptich, Römersberg, Gilsa und Bischhausen, gedeckt und beherrscht durch die Burg Löwenstein.

### Aufsplitterung und Niedergang
Den Grundstein für den Niedergang der Familie legte Wernher II. selbst, indem er die Güter unter seinen Söhnen aufteilte. Heinrich nannte sich nach seiner Heirat mit Giesela von Schweinsberg „von Löwenstein-Schweinsberg“, Werner nach seiner Heirat mit Guda von Westerburg, „von Löwenstein-Westerburg“, und Hermann nach seiner Heirat mit Hedwig von Romrod „von Löwenstein-Romrod“. Bruno, der vierte Sohn, wurde Kanoniker im Fritzlarer Stift St. Petri. Die drei Linien blieben jedoch als Ganerben gemeinsam im Besitz der Burg, bewohnten sie bis weit ins 14. Jahrhundert gemeinsam, und bauten sie weitläufig aus. Die Linie Löwenstein-Westerburg starb 1492 aus, die Linie Löwenstein-Schweinsberg mit Franz Caspar im Jahre 1644.
In den Auseinandersetzung des 13. bis 15. Jahrhunderts zwischen dem Erzbistum Mainz und der Landgrafschaft Hessen taktierten die Löwensteiner sehr flexibel. Sie öffneten ihre Burg zu verschiedenen Zeiten jeder der beiden Parteien sowie auch den Grafen von Waldeck und standen sich dadurch mit allen Seiten gut.

### Ermordung Friedrichs von Braunschweig
Gottfried von Löwenstein ist im Jahre 1391 als Mitglied des Ritterbunds der Bengler bekundet. Er oder ein anderer Löwensteiner war am 5. Juni 1400 bei der Ermordung des Herzogs Friedrich von Braunschweig-Lüneburg beteiligt, der zwei Wochen zuvor auf dem Fürstentag in Frankfurt am Main zum Gegenkönig des ungeliebten Wenzel vorgeschlagen, aber von den drei geistlichen Kurfürsten abgelehnt worden war. Friedrich befand sich auf dem Heimweg von Frankfurt nach Braunschweig, als ihm bei dem heutigen Dorf Kleinenglis in der Nähe von Fritzlar Graf Heinrich VII. von Waldeck, Konrad von Falkenberg, Friedrich III. von Hertingshausen und andere auflauerten und ihn erschlugen. Am Tatort steht seit Jahrhunderten das sogenannte Kaiserkreuz von Kleinenglis.

## Raubrittertum
Die Lage der Löwensteiner Burg eignete sich vorzüglich zur Überwachung der Handelsstraße von Kassel nach Frankfurt, was spätere Burgherren zu einträglicher Wegelagerei nutzten. So sind z. B. 1438 und 1439 Raubzüge Johanns von Löwenstein-Schweinsberg bezeugt. Dies war ein deutlicher Abstieg gegenüber der Generation des Burgerbauers Wernher II. Ein mögliches Motiv für die Raubzüge war Rache für die Niederlage im Mainzisch-Hessischen Krieg 1427, in dem die Löwensteiner auf der unterlegenen Mainzer Seite gestanden hatten.
Gegen Ende des 16. Jahrhunderts zogen die Burgherren auf ihre Güter in der Umgebung und die Burg begann zu verfallen. Bis heute gehört die Ruine der Familie von Löwenstein zu Löwenstein, die auf dem Gut Wickershof bei Jesberg ansässig ist.

## Wappen
Blasonierung: „Geteilt von Silber und Rot, darin ein goldgekrönter Löwe in verwechselten Farben. Auf dem hersehenden goldgekrönten Helm mit rot-silbernen Decken sieben abwechselnd rote und silberne Straußenfedern.“

## Namensträger
- Hans von Loewenstein zu Loewenstein (1874–1959), Bergbaumanager und Reichstagsabgeordneter

## Bürgerliche Nachfahren
Noch heute ist der Name Löwenstein in Nordhessen sehr verbreitet. Er geht auf den im 16. Jahrhundert in Niederelsungen (Kreis Kassel) entstandenen „bürgerlichen“ Zweig der Familie zurück, dessen Stammvater Henne von Löwenstein ist, der zumeist „Henne Halber von Löwenstein“ genannte uneheliche Sohn eines Johann von Löwenstein.